# Манагуа (озеро)
Мана́гуа (исп. Lago de Managua, Lago Xolotlán) — крупное пресноводное озеро тектонического происхождения в государстве Никарагуа. Приблизительные размеры озера: 60 км в длину и 32 км в ширину. Как и в случае с озером Никарагуа, его название было придумано испанскими конкистадорами, которые соединили слово «Mangue» (их название племен группы манкеме) и agua («вода»). Город Манагуа, столица Никарагуа, расположен на юго-западном берегу озера. Площадь поверхности — 1035 км². Высота над уровнем моря — 37 м.
Озеро сильно загрязнено, частично из-за сбросов ртути компанией Kodak в 1950-х. Также в озеро сбрасываются сточные воды столицы Никарагуа. Несмотря на загрязнение, часть населения Манагуа проживает на берегах озера и употребляет озёрную рыбу в пищу.
Уровень озера поднялся на 3 метра за пять дней во время урагана Митч в 1998, который разрушил множество домов на берегу озера.
Соединено посредством реки Типитапа с озером Никарагуа, однако из-за сильного загрязнения акулы не заходят из озера Никарагуа в озеро Манагуа.